# 아시안 글로우
아시안 글로우(본명: 신경원, 2001년 6월 14일 ~ )은 대한민국의 싱어송라이터이다.

## 경력
솔로 프로젝트를 하기 이전 신경원은 밴드 FØG의 구성원이었으며, 다른 명의의 프로젝트로도 다양한 음악을 만들었다. 2020년 그는 아시안 글로우 예명으로 첫 음반 Nosferadoof을 발매했으며, 유튜브와 레딧을 중점으로 퍼진 이모 트렌드 속에서 주목을 받기 시작한다.
2021년 그는 두번째 정규 음반 Cull Pickle를 발매했다. 이후 친한 음악가들인 파란노을과 소뉴스 토망 콘타와 함께 Downfall Of The Neon Youth를 발매했다.
2022년 아시안 글로우는 스웨덴의 음악가 웨더데이와 합작 Weatherglow를 발매했다. 6월 그는 3집 음반 Stalled Flutes, Means를 발매했다. 이후 그는 파란노을, 브로큰티스, 왑띠, 델라 지르, 핀 피오르가 속한 크루 디지털 던에 들어갔고, 9월 합동 공연을 진행했다. 9월 22일 그는 파란노을과 합작 EP Paraglow를 발매했으며, 피치포크의 필진 이안 코언으로부터 "진정한 콜라보레이션"이라는 찬사를 받았다.
2023년 1월 1일, 아시안 글로우는 새 싱글 Dorothee Thines를 발매했다.

## 음반 목록

### 정규 음반
- Nosferadoof (2020)
- Cull Ficle (2021)
- Stalled Flutes, Means (2022)

### 콜라보레이션 음반
- Downfall of the Neon Youth (2021) (with 파란노을 and sonhos tomam conta)
- Weatherglow (2022) (with Weatherday)
- Paraglow (2022) (with 파란노을)
- Dreamglow (2023) (with sonhos tomam conta)